# روي هارتر
روي هارتر (بالإنجليزية: Roy Harter)‏ هو ملحن أمريكي، ولد في 6 مارس 1973 في Sunnyside, Queens ‏ في الولايات المتحدة.

## وصلات خارجية
- روي هارتر على موقع IMDb (الإنجليزية)
- روي هارتر على موقع ميوزك برينز (الإنجليزية)
- روي هارتر على موقع قاعدة بيانات الفيلم (الإنجليزية)